# 残月
残月（ざんげつ）は、地歌の曲。手事物のひとつ。作曲は峰崎勾当。三絃の調弦は本調子で始まり、後歌で二上りとなる。後に各派それぞれ独自に合奏用の箏の手付が行われ、低平調子のものが多いが、半雲井調子のものもある。箏曲としてみた場合、生田流の楽曲であるが、明治以降山田流にも取り入れられ、同流のレパートリーの一つともなっている。また三絃の替手も複数伝えられており、三絃本手独奏の他、三曲合奏や三絃本手替手合奏をはじめ、様々な合奏形態で演じられる。

## 概要
前弾 - 前唄 - 手事五段 - 後唄 という構成。京風手事物の前の大坂の手事物の曲である。追善曲であり、シマ三つ物のひとつ。
前唄では亡き人への痛切な哀悼の意が述べられる。他の手事もの曲ではたいてい、前唄の中程からテンポアップして盛り上がることが普通だが、この曲では沈痛な緩徐感のまま手事に移行する。
手事では打って変わって華麗な技巧が駆使され、故人への音の手向けといった感じの華やかな展開となるが、深刻な雰囲気が強く、曲の運びは高踏的である。後唄で調弦を変えて四度上に転調し(それまでにもたびたび断片的に転調が現れるが)、明るさが加わる。
峰崎勾当が、大阪宗右衛門町に住んでいた門人の松屋某の娘というひとが夭死したのを悼んで作曲されたものといわれる。地歌の代表的な追善曲のひとつである。内田百閒の小説にこの曲から取材した『残月』がある。

## 歌詞
磯部の松に葉隠れて 沖の方へと入る月の

光や夢の世を早う

覚めて真如の明らけき

月の都に住むやらん

今はつてだに朧夜の

月日ばかりは巡り来て

## 演奏例
都山流尺八手付